# ما تزال أليس
ما تزال أليس (بالإنجليزية: Still Alice)‏ هو فيلم دراما تم إنتاجه في الولايات المتحدة وصدر في سنة 2014. من بطولة جوليان مور وأليك بالدوين وكريستين ستيوارت وكايت بوسورث وهنتر باريش. فاز الفيلم بجائزتي جولدن جلوب 2014 ومرشح لجائزة بافتا 2015 ، نالت جائزة اوسكار عام 2015.

## القصة
يحكي الفيلم القصة المؤثرة لإصابة أليس هولاند بمرض الزهايمر. أليس هولاند (جوليان مور) أستاذة علم اللسانيات بجامعة كولومبيا الأمريكية، ذات شخصية قوية ومستقلة، ولكنها تبدأ من معاناة نسيان بعض الأحداث في حياتها، شيئا فشيئا يبدأ الأمر بالتفاقم، فتذهب للإطمئنان ولكن يتم تشخيص حالتها بمرض الزهايمر، فتبدأ بتغير نظام حياتها وتتشبث بكل لحظة من حياتها وتعيشها كما يجب

## الميزانية والإيرادات
بلغت تكلفة إنتاج الفيلم حوالي 4 ملايين دولار بينما حقق أرباحًا تقدر بـ 282,000 دولار.

## ردود الفعل
عُرض الفيلم للمرة الأولى في مهرجان الأفلام الدولي في تورنتو من دون أن يحظى بموزع أو يعلم معدوه إلى أين سينتهي به المطاف. فعندما تشارك في كمّ من الإنتاجات المستقلة، على غرار مور، لا تشكل الضمانات الطويلة الأمد جزءاً من الصفقة، لكن العرض الأول في تورنتو حوّل الحضور إلى حشود مصفقة باكية. وفي غضون أيام، اشترت شركة Sony Pictures Classics الفيلم ووافقت على عرضه خلال الموسم الحالي. وبعد مرور ثمانية أسابيع على عرضه للمرة الأولى، تلقت مور جائزة جوثام لأفضل ممثلة رئيسة.
وعندما تكشف لِجَان غولدن غلوب ونقابة ممثلي الشاشة عن ترشيحاتها لأفضل ممثلة رئيسة، من المتوقع أن يرد اسمها بين المرشحات. كذلك يذكر معظم النقاد أنها لن تُرشح لجائزة الأوسكار فحسب، بل ربما ستفوز بها أيضاً.

## ترشيحات وجوائز
- 2014 جائزة جولدن جلوب - أفضل ممثلة في فيلم درامي
- 2015 جائزة الأوسكار لأفضل ممثلة (فازت بها جوليان مور)

## وصلات خارجية
- ما تزال أليس على موقع IMDb (الإنجليزية)
- ما تزال أليس على موقع ميتاكريتيك (الإنجليزية)
- ما تزال أليس على موقع الموسوعة البريطانية (الإنجليزية)
- ما تزال أليس على موقع روتن توميتوز (الإنجليزية)
- ما تزال أليس على موقع نتفليكس (الإنجليزية)
- ما تزال أليس على موقع قاعدة بيانات الأفلام العربية
- ما تزال أليس على موقع ألو سيني (الفرنسية)
- ما تزال أليس على موقع Turner Classic Movies (الإنجليزية)
- ما تزال أليس على موقع أول موفي (الإنجليزية)
- ما تزال أليس على موقع بوكس أوفيس موجو (الإنجليزية)